# Igen, tessék!
Az Igen, tessék! mozgalom a kereskedelmi többnyelvűséget bátorító, nonprofit civil szervezet. A kolozsvári székhelyű Igen, tessék! a többnyelvű kiszolgálást, illetve tájékoztatást biztosító erdélyi vállalkozásokat fogja hálózatba. A 2011 augusztusában alapított hálózatot gazdasági logika mentén tartják fenn, a szervezet ugyanis a változatos népszerűsítési csatornái révén a partnercégekhez irányítja az ügyfeleket.

## A szervezet módszerei

### Igen, tessék! Kolozsvár közösségi havilap
Az Igen, tessék! Kolozsvár közösségi havilap 24 oldalas, részben színes kiadvány, amelyet  ingyenesen, 18 ezer példányban juttatnak el a kolozsvári és a Kolozsvár környéki települések magyar háztartásaiba. Lapjain a szórakoztató, könnyed anyagokon túl – az Igen, tessék! mozgalom eszmeiségének megfelelően – a tudatos anyanyelvhasználatra nevelő, a nyelvhasználati jogok terén tanáccsal szolgáló cikkek is rendszeresen helyet kapnak. A lapban a magyar nyelvű kiszolgálást nyújtó vállalatokat népszerűsítik.
A Ma este című programfüzet ingyenesen terjesztett havi rendszerességgel megjelenő, 18 000 magyar háztartásba eljuttatott kiadvány. A 16 oldalas programfüzetben a kolozsvári és Kolozsvár környéki magyar közösséget megszólító kulturális, szabadidős, szórakoztató programok, rendezvények, események beharangozói, beszámolói kapnak helyet, valamint különböző állandó műsorok, mint például a színház vagy az opera havi műsora.

### Matricák
Az anyanyelven is kiszolgáló kereskedelmi egységekben (vagy azok ajtajára) a közismert Igen tessék!-brand arculatát viselő matricákat ragasztanak ki. Az üzletekbe és hivatalokba belépő ügyfelek így értesülnek, hogy anyanyelvüket is használhatják.

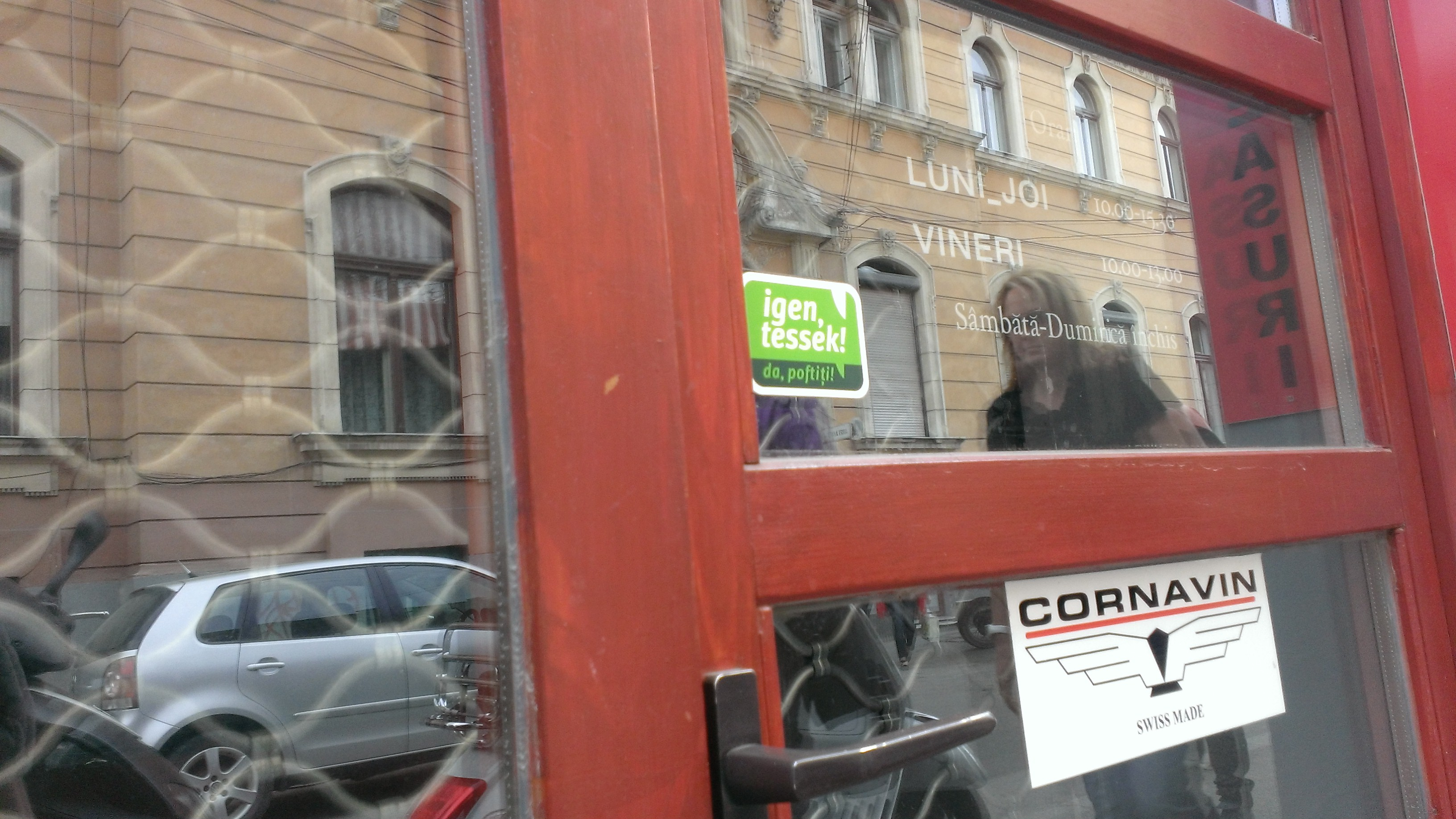
Igen, tessék!-matrica egy kolozsvári üzletbejáraton

## Az Igen, tessék! filozófiája
Az Igen, tessék! mozgalom sikerét a vásárlók anyanyelvhasználat nyújtotta kényelemérzetére és az ebből fakadó, az eladók irányába mutatott kedvező benyomásra alapozzák. A kisebbségben élők az anyanyelvüket többnyire csak otthon, illetve jól behatárolt közösségi színtereken (például templomban vagy oktatási intézményekben) használják, a kereskedelmi többnyelvűség bátorításával az Igen, tessék! ezen a gyakorlaton kíván változtatni.
A nyilvános nyelvhasználat kedvező irányba befolyásolja a közösségi öntudat erejét, az iskoláztatás nyelvválasztását, továbbá gazdagítja a nyelv szótárát, javítja annak értékét és presztízsét.

### Kulturálisan érzékeny marketing
Amennyiben a fogyasztó két, nagyjából azonos színvonalú termék vagy szolgáltatás közül kell válasszon, többnyire amellett dönt, amelyik hozzáadott értéket is képes nyújtani. A hozzáadott érték lehet az anyanyelvű kiszolgálás, erre az érzékenységre épít a kulturálisan érzékeny marketing. A kulturálisan érzékeny marketinget használják azok a szegmentáló piaci politikák, amely egy adott népcsoport vagy tájegység nyelvét, identitását illetve hagyományait figyelembe veszik a termékek és szolgáltatások értékesítése során.

## Városok
Az Igen, tessék! mozgalomhoz bárki csatlakozhat, várostól függetlenül.  

## Csatlakozási lehetőség
Az Igen, tessék! partnerei ingyen csatlakozhatnak. A mozgalom egyetlen feltételnek szabja, hogy biztosítsák az anyanyelvhasználat bizonyos formáját. A mozgalom által fenntartott csatornákon ugyanakkor fizetős reklámfelületek is vásárolhatóak.
A csatlakozáshoz a cégnek a www.igentessek.ro oldalon kell regisztrálnia.

## Külső hivatkozások
- Hivatalos honlap Archiválva 2016. március 6-i dátummal a Wayback Machine-ben